# 中正区 (台北市)

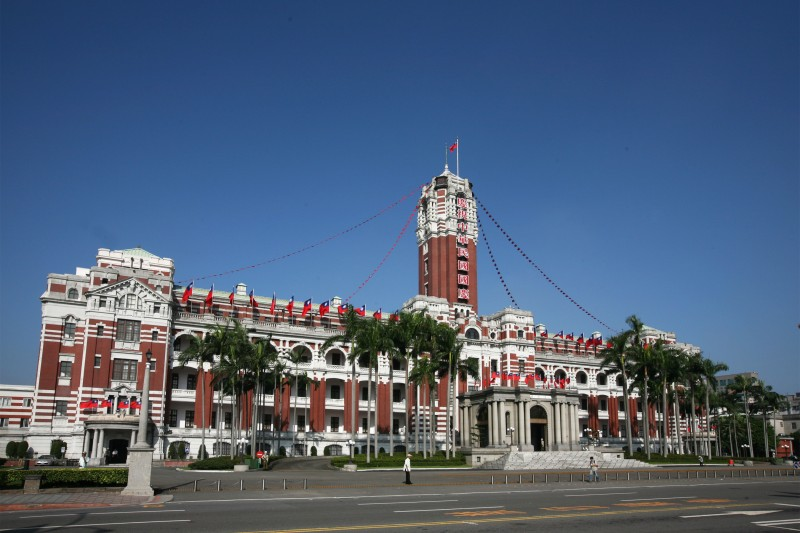
総統府

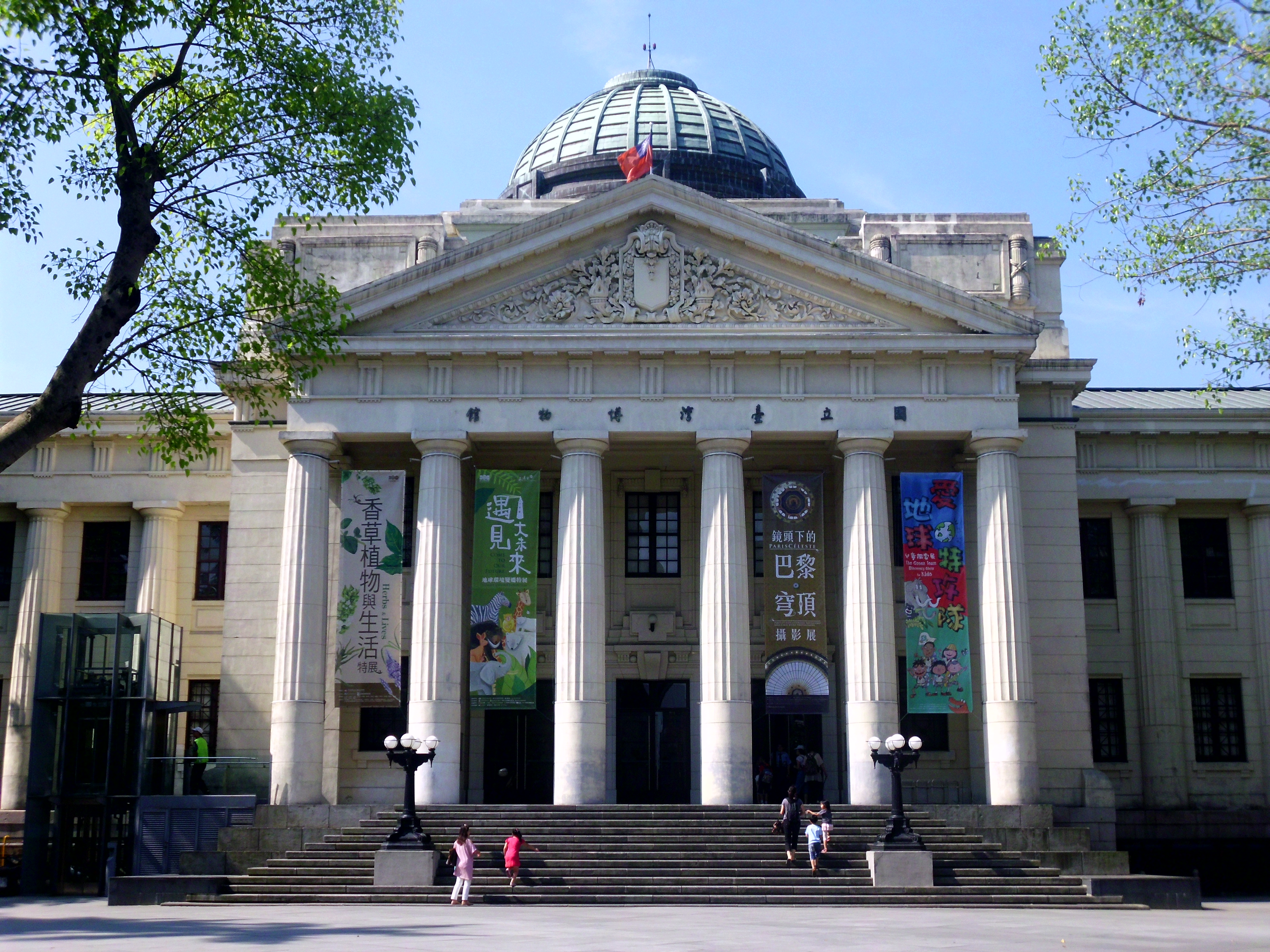
国立台湾博物館

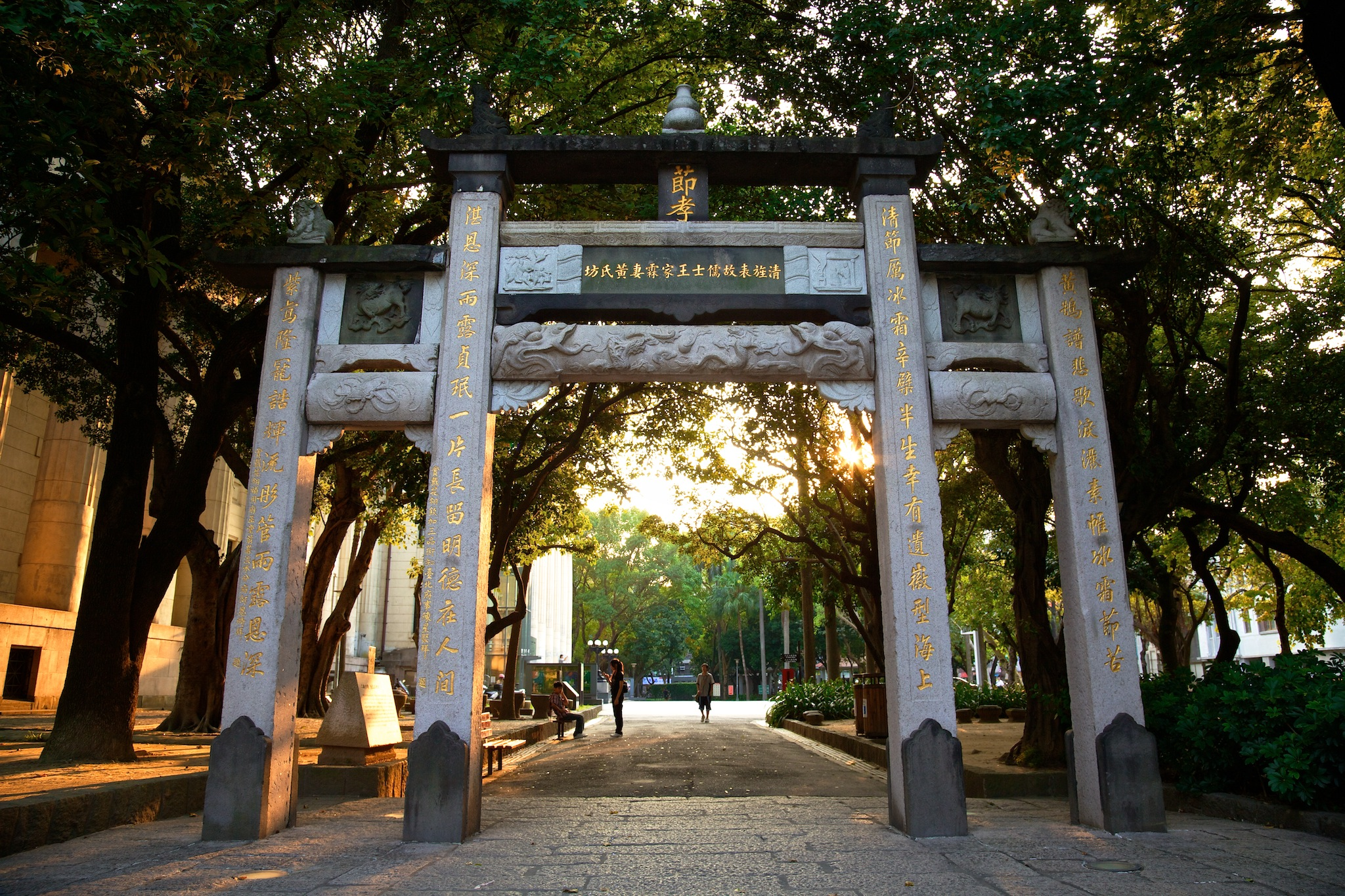
二二八和平公園にある黄氏節孝坊

中正区（ジョンジェン/ちゅうせい-く）は、台北市の市轄区。

## 歴史
1990年に城中区と古亭区が合併して誕生した。区内に中正紀念堂が位置していることから中正区と命名された。
城中区は、清代末期に作られた台北城の城内にあたる。日本統治時代の文武町、書院町、乃木町、栄町、大和町、京町、本町、表町、明石町、北門町、樺山町、幸町、東門町、旭町、末広町、寿町、築地町、浜町を統合して成立した。
古亭区は台北城外の南側にあたる。日本統治時代の新栄町、千歳町、児玉町、佐久間町、南門町、龍口町、馬場町、川端町、古亭町、水道町、富田町を統合して成立した。

## 下部行政区域
| 地区 | 里                                                     |
| ---- | ------------------------------------------------------ |
| 城内 | 光復里、黎明里、建国里                                 |
| 南門 | 南門里、愛国里、龍福里、南福里、新営里                 |
| 東門 | 三愛里、文祥里、幸福里、梅花里、文北里、幸市里、東門里 |
| 崁頂 | 永功里、忠勤里、龍光里、永昌里、廈安里、龍興里         |
| 古亭 | 河堤里、頂東里、蛍雪里、板渓里、網渓里、蛍圃里         |
| 公館 | 水源里、林興里、文盛里、富水里                         |

## 交通
- 台湾鉄路管理局
  - 縦貫線
    - 台北駅
- 台湾高速鉄道
  - 台北駅
- 台北捷運
  - ■淡水信義線
    - 台北車站駅 - 台大医院駅 - 中正紀念堂駅 - 東門駅

  - ■中和新蘆線
    - 忠孝新生駅 - 東門駅 - 古亭駅

  - ■松山新店線
    - 西門駅 - 小南門駅 - 中正紀念堂駅 - 古亭駅 - 台電大楼駅 - 公館駅

  - ■ 板南線
    - 忠孝新生駅 - 善導寺駅 - 台北車站駅 - 西門駅

## 教育

### 大学
- 台北市立教育大学
- 国立台北大学

### 技術専院
- 国立台北商業技術学院

### 高級専業学校
- 康寧護理助産学校
- 台北市立開南高級商工商業学校

### 高級中学
- 台北市立建国中学
- 台北市立成功中学
- 台北市立第一女子中学
- 私立強恕高級中学
- 私立南華高級中学

### 国民中学
- 台北市立蛍橋国民中学
- 台北市立古亭国民中学
- 台北市立南門国民中学
- 台北市立弘道国民中学
- 台北市立中正国民中学

### 国民小学
| - 台北市立蛍橋国民小学 - 台北市立河堤国民小学 - 台北市立忠義国民小学 | - 台北市立南門国民小学 - 台北市立東門国民小学 - 台北市立忠孝国民小学 | - 台北市立教育大学附属小学 - 台北市国語実験小学 |

### 幼稚園
| - 台北市立蛍橋国民小学附属幼稚園 - 台北市立東門国民小学附属幼稚園 - 台北市立河堤国民小学附属幼稚園 - 台北市立忠義国民小学附属幼稚園 - 台北市立忠孝国民小学附属幼稚園 - 台北市立国語実験小学附属幼稚園 | - 師院附設幼稚園 - 城中衛理幼稚園 - 幼学幼稚園 - 愛徳幼稚園 - 忠心幼稚園 - 聖恩幼稚園 - 私立強恕高級中学附属幼稚園 - 東和幼稚園 | - 恵幼幼稚園 - 生活家幼稚園 - 乖乖幼稚園 - 聯華幼稚園 - 清華幼稚園 |

## 観光

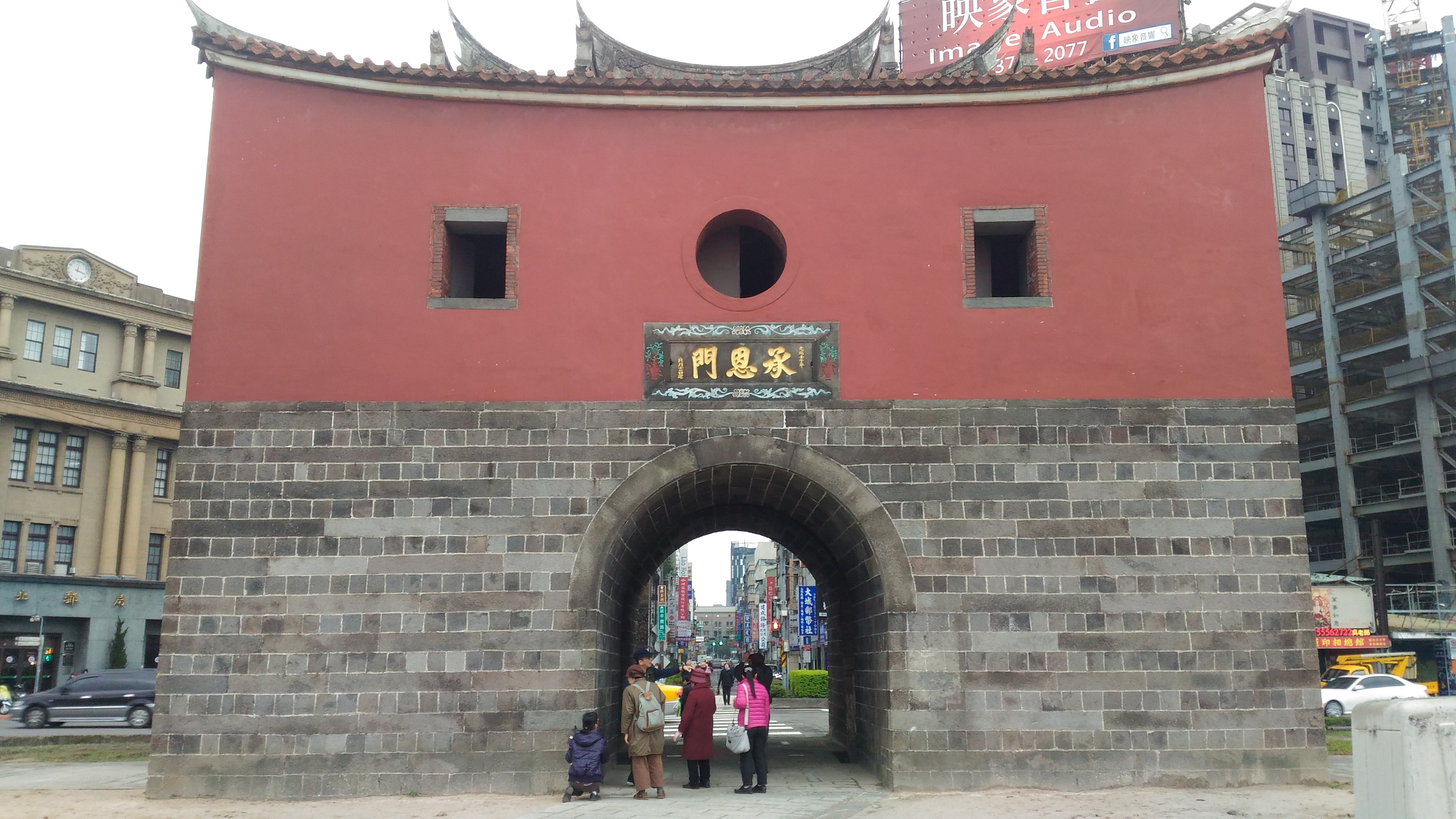
台北府城北門（承恩門）

- 中正紀念堂
- 二二八和平公園
  - 二二八国家記念館
- 総統府
- 台北府城北門
- 台北府城東門
- 台北府城南門
- 台北府城小南門
- 撫台街洋楼
- 国立台湾博物館
  - 土銀展示館
- 台北賓館
- 自来水博物館（台北水道水源地）
- 国軍歴史文物館
- 済南基督長老教会（中国語版）